# Романов Федір Миколайович
Романов Федір Миколайович (16 лютого 1900, Вологодська губернія, Російська імперія – 1966, Москва, СРСР) – радянський воєначальник, генерал-майор (1940). Репресований. 

## Біографія
Народився у селянській сім'ї. Із 1918 року служив у Червоній армії. Учасник громадянської війни в Росії. Закінчив Військову Академію РСЧА імені М. В. Фрунзе (1929). У міжвоєнний період служив у штабі Московського військового округу. Із 13 лютого 1941 року – перший заступник начальника штабу Московського військового округу. 
Із початком німецько-радянської війни на базі штабу Московського військового округу було розгорнуто штаб Південного фронту. Із 22 червня 1941 року генерал-майор Романов￼– перший заступник начальника штабу – начальник оперативного управління Південного фронту. Із 17 липня по 30 серпня 1941 року був начальником штабу Південного фронту. Із 11 жовтня по 25 грудня 1941 року був начальником штабу 27-ї армії Північно-Західного фронту. 
У січні 1942 року Романов був заарештований співробітниками НКВС за те, що улітку 1941 року вів розмови про перемогу німецьких військ. Після 10 років слідства, 22 серпня 1952 року Військова колегія Верховного суду СРСР засудила Романова до 12 років позбавлення волі. 
У травні 1953 року Романов був реабілітований і відновлений на військовій службі. У 1959 році відправлений у відставку. Жив у Москві, де й помер та похований.

## Військові звання
- полковник (29 листопада 1935)
- комбриг (4 листопада 1939)
- генерал-майор (4 червня 1940)

## Нагороди
- Медаль «XX років РСЧА» (1938).